# Entrimo
Entrimo är en kommun i Spanien. Den ligger i provinsen Ourense i den autonoma regionen Galicien i nordvästra delen av landet, 400 km nordväst om huvudstaden Madrid. Antalet invånare är 1 079 (2024).